# Eurotiales
Eurotiales (Plectascales, Aspergillales) este un ordin de ciuperci care se întâlnesc pe sol și pe plante și au în stadiul teleomorf un corp sporifer numit cleistoteciu, care este mic, solitar, rar absent, iar în stadiul anamorf au conidii care se formează pe conidiofor. Ascele au o formă saciformă sau clavată și conțin ascospori aseptați. Dintre genurile caracteristice din acest ordin se numără Aspergillus și Penicillium. Ordinul Eurotiales conține 3 familii, 49 genuri și 928 specii.
Ciupercile din acest ordin au ascele învelite în cleistotecii sau cleistocarpii, corpuri sporifere complet închise, care la maturitate se dezagregă și pun în libertate ascosporii.
Miceliul este filamentos, ramificat și septat, alcătuit din celule uninucleate. Asexuat se înmulțesc prin conidii, care se formează pe conidiofori simpli, măciucați sau ramificați, dispuși izolat sau în grupuri. Înmulțirea sexuată este ascogamie, proces în care ascogonul și anteridiul se împletesc în desăvârșirea actului sexual, de unde și numele (plectos = împletire). Ascele sunt închise în cleistotecii. Majoritatea sunt ciuperci saprofite. Trăiesc în sol, pe plante, unele specii trăiesc pe diferite produse alimentare, dezvoltând miceliul la suprafața sau în interiorul substratului, producând mucegaiurile verzi.